# Deene
Deene est une paroisse civile et un village du Northamptonshire, en Angleterre.